# Babcock International

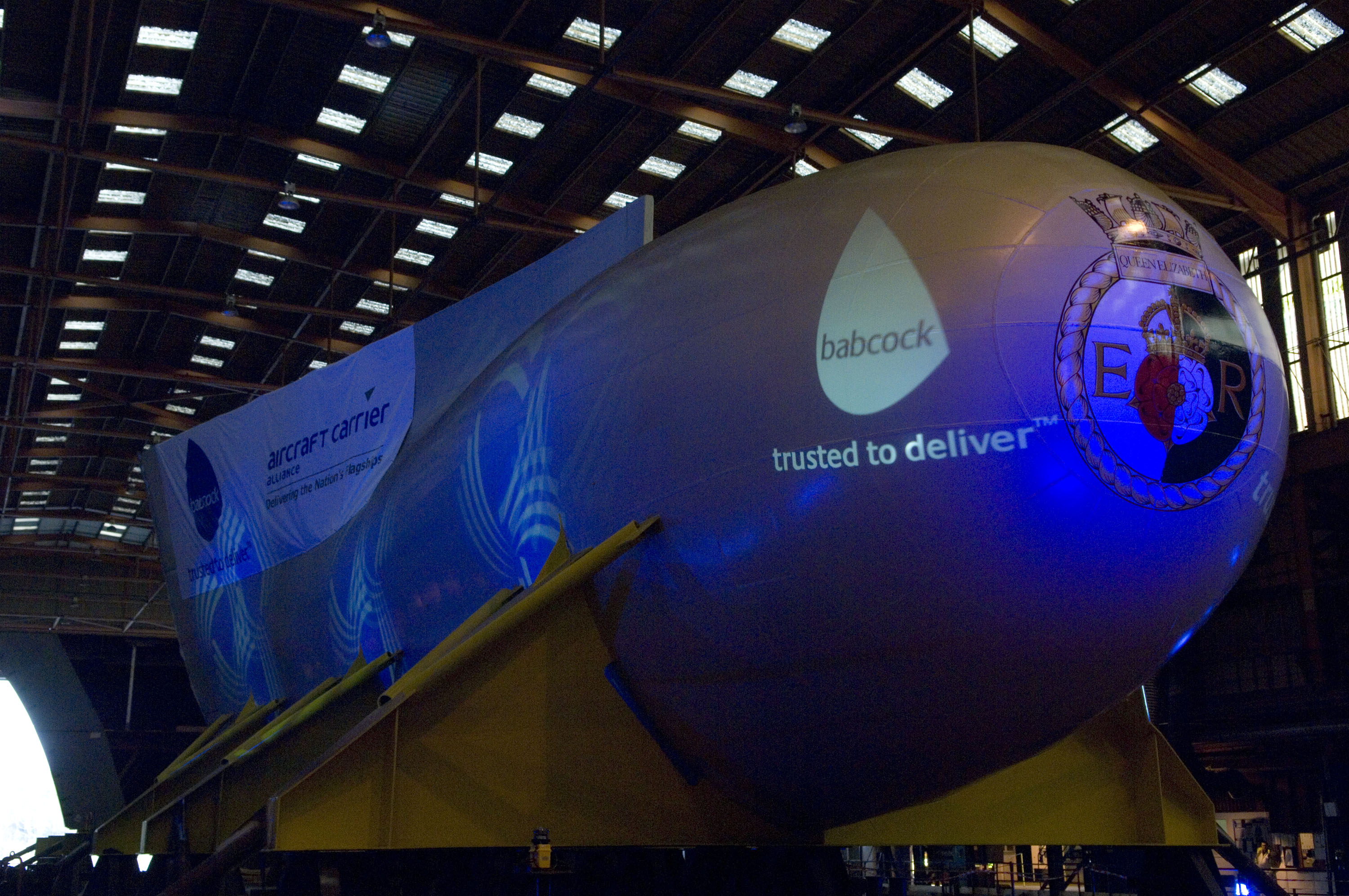
La sección de proa bulbosa del portaaviones HMS Queen Elizabeth en construcción en el astillero Babcock's de Appledore, Devon

Babcock International Group plc es una empresa multinacional británica con sede en el Reino Unido, especializada en servicios de apoyo que gestionan complejos activos e infraestructuras en entornos de seguridad y misión crítica. Aunque la empresa tiene contratos civiles, su negocio principal es con organismos públicos, particularmente con el Ministerio de Defensa del Reino Unido y Network Rail.
La compañía tiene cuatro divisiones operativas con operaciones en el extranjero con base en África, América del Norte y Australia. Babcock cotiza en la Bolsa de Valores de Londres y forma parte del Índice FTSE 100.
En 2014 se hizo con la compañía aeronáutica española Inaer, dedicada a servicios de emergencia aérea y mantenimiento de aeronaves.